# Mastodon

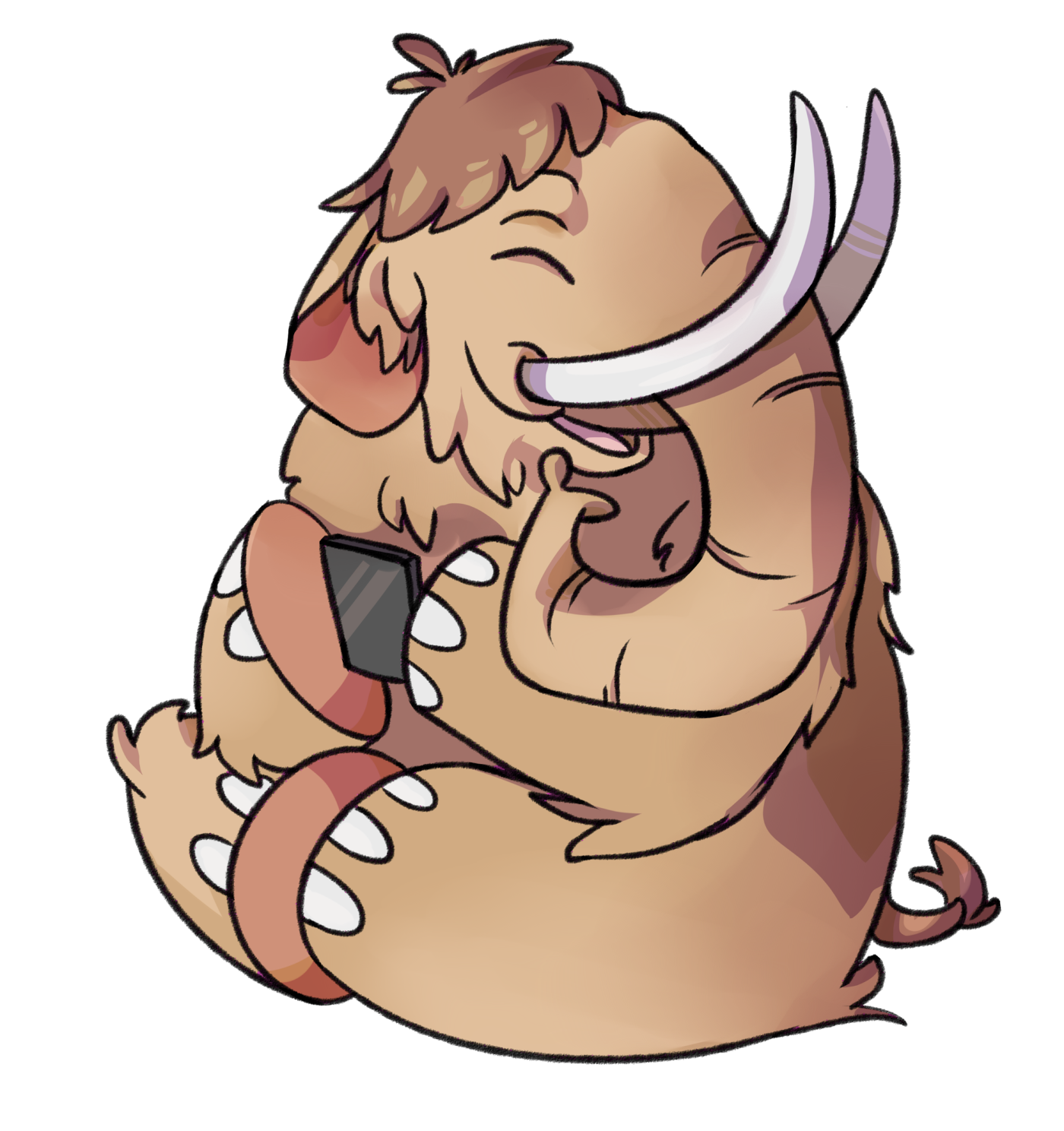
正在使用智能手机的Mastodon的吉祥物乳齒象。

Mastodon（又稱乳齒象、長毛象或萬象）是一个自由开源的去中心化的分布式微博客社交网络。

## 歷史
Mastodon於2016年成立，創辦人為不滿平台營運模式的Twitter用戶Eugen Rochko，並在2017年起得到媒體廣泛關注。
在2021年，Mastodon gGmbH在德國成立，成為當地的非牟利組織，旨在研發和更新Mastodon。
Mastodon現時以眾籌形式集資營運，而平台的創辦人Rochko在2022年表示，無意改變組織的營運模式。
在2025年，Mastodon宣佈，Mastodon未來將會改由新成立、設立在歐洲的非牟利組織營運，令其發展得以持續；Eugen Rochko本人則會退下火綫，不會參與其中。

## 技术
Mastodon是基于开放源代码和网络的分散式微博客软件。其伺服器端以Ruby on Rails编写，而客戶端以JavaScript编写（React.js和Redux）。
Mastodon可与GNU social及其他支援OStatus的分散式社交網路互通；自1.6版本发布以来，该服务还支持ActivityPub。

## 使用
Mastodon的用户界面和操作方式，跟推特（Twitter）类似，但整個網路並非由單一機構運作。用户可以发布曾被称为「嘟文」的短消息。在标准的Mastodon服务器上，其长度可达500字符。
Mastodon是以多個由不同營運者獨立運作的伺服器，以互聯方式交換資料，組成去中心化的平台，為联邦宇宙的一部分。
每個Mastodon的營運站點，被稱為「实例」（Instance）。用戶可到任何開放的實體（包括官方的mastodon.social）登記，或者設立自己的「实例」，與其他實體上的用戶溝通；而每個「实例」都可以設立自己的規則，並沒有統一規範。
Mastodon的私隱度高，也不會顯示廣告。
Mastodon的用戶可以利用桌面、移动、和第三方网页等使用者端 - 包括Android、iOS、SailfishOS 和 Windows Mobile  - 使用平台。

## 用戶群
在2018年起，Mastodon開始受到重視私隱、而且不滿Facebook和Twitter的社交媒體用戶的青睞。
在埃隆·马斯克收购推特案後，Mastodon在國际爆紅，用戶數量直綫上升，一度令Twitter禁止推廣相關平臺的訊息。

## 分支
Mastodon的本質為自由开源的計劃，其API和源代碼在Github開放，並容許任何人開設自己的分支。
- 在2019年7月，美國社交平台Gab修改其软件基础设施，成為Mastodon的其中一個分支[37]；此舉令Mastodon大為不滿[38][39]。
- 在2021年10月，當勞·特朗普旗下的特朗普媒體與科技集團（TMTG）發佈了基於Mastodon的社交平台Truth Social[40]。Truth Social當初沒有開放其源代碼，違反了Mastodon的許可證要求。在經過Mastodon的創辦人Rochko和Truth Social交涉後[41]，Truth Social在11月12日公開其源代碼[42]。
- 在2022年4月，歐盟於Mastodon和PeerTube，開設分別名為"EU Voice" 和"EU Video"平台[43][44]。
- 在2022年12月，Mozilla開設了自己的Mastodon分支，名為"mozilla.social"，旨在探索更健康的社交媒體生態[45][46]；在2024年12月17日，Mozilla停止相關服務[47][48][49]。